# Младост (футбольный клуб, Лучани)
«Мла́дост» (серб. ФK Младост Лучани) — сербский футбольный клуб из города Лучани, в Моравичском округе в Западной Сербии. Клуб основан в 1952 году, гостей принимает на стадионе «Младост», вмещающей 8 000 зрителей.

## История
По итогам сезона 2006/07 команда завоевала путёвку в Суперлигу. Однако через год команда выбывает обратно в Первую лигу. В сезоне 2008/09 команда заняла 14-е место. Непримиримым соперником клуба является команда «Борац» из города Чачак. Фанатская группировка клуба — «Uranium Boys».

## Достижения
- Финалист Кубка Сербии: 2018